# Estudo de impacto ambiental
Estudo de Impacto Ambiental ou Estudo de Impacte Ambiental (EIA) é um relatório técnico onde se avaliam as consequências para o ambiente decorrentes de um determinado projeto. Nele encontram-se identificados e avaliados de forma imparcial e meramente técnica os impactos que um determinado projeto poderá causar no ambiente, assim como apresentar medidas mitigadoras. Por estas razões, é um importante instrumento de avaliação de impacto ambiental (AIA) .

## No Brasil
A Lei 6.938/81  que instituiu no Brasil a Política Nacional do Meio Ambiente - PNMA, incluiu as avaliações de impacto ambiental como instrumentos da política nacional do meio ambiente.  O legislador constituinte de 1988 contemplou, o direito de todos ao meio ambiente ecologicamente equilibrado, e que a Lei 6.938/81, tratou da avaliação de impactos ambientais (AIA) como um dos instrumentos responsáveis e aplicáveis à efetivação da Política Ambiental. Neste sentido, a Resolução do Conselho Nacional de Meio Ambiente - CONAMA N.º 001/86, de 23 de Janeiro de 1986,  definiu as responsabilidades, os critérios básicos e as diretrizes gerais para uso e implementação da Avaliação de Impacto Ambiental 
Esta mesma resolução define quais são as atividades que estão sujeitas à elaboração do Estudo de Impacto Ambiental (EIA) e respectivo Relatório de Impacto ao Meio Ambiente (RIMA), quando da solicitação de licenciamento. Consultando a referida resolução podem-se encontrar as diretrizes gerais básicas para a elaboração do EIA, bem como as atividades técnicas mínimas que devem ser cumpridas em relação ao diagnóstico ambiental da área, previsão e análise dos impactos ambientais, definição de medidas mitigadoras e atividades de acompanhamento e monitoramento.
Neste caso, o licenciamento ambiental pode necessitar de uma série de procedimentos específicos, inclusive realização de audiência pública que envolve diversos segmentos da população interessada ou afetada pelo empreendimento.
A exigência do estudo de impacto ambiental foi mencionada pelo artigo 225.  1º, IV da Constituição Federal de 1988 nos seguintes termos:
Art. 225.  1º, IV - exigir, na forma da lei, para instalação de obra ou atividade potencialmente causadora de significativa degradação do meio ambiente, estudo prévio de impacto ambiental, a que se dará publicidade.
O Estudo de Impacto Ambiental (EIA) também é considerada um dos principais instrumentos da Gestão Ambiental. São apresentados geralmente em audiências públicas através de Relatórios de Impactos Ambientais (RIMA), documentos com linguagem mais acessível para não especialistas da área ambiental, os leigos. O EIA tem o objetivo de informar à Administração Pública sobre os possíveis danos ambientais que venham a nascer da prática de atividade, possibilitando-a usufruir de uma base informativa que a auxilie nas tomadas de decisão, sopesando os interesses industriais e os interesses ambientais .

## Em Portugal
No âmbito da lei Portuguesa, um Estudo de Impacte Ambiental é um documento elaborado no âmbito do procedimento de uma Avaliação de Impacte Ambiental (AIA).
Este documento deve conter uma descrição sumariada do projeto, devendo identificar e avaliar os possíveis impactes que o projeto em análise possa causar, apresentar um cenário previsível da evolução da situação sem a realização do projeto, assim como apresentar medidas mitigadoras ou compensadoras dos impactes negativos. Por fim, deve conter um Resumo não técnico (RNT) de todas estas informações.
A AIA aplica-se aos projetos públicos e privados que sejam suscetíveis de produzir efeitos significativos no ambiente, tendo em vista concluir sobre a sua viabilidade ambiental.
Esta avaliação tem como objetivos:
- Avaliar, de forma integrada, os possíveis impactos ambientais significativos, diretos e indiretos, da execução dos projetos e das suas alternativas, tendo em vista suportar a decisão sobre a viabilidade ambiental dos mesmos
- Definir medidas para evitar, minimizar ou compensar esses impactos, promovendo decisões ambientalmente sustentáveis
- Instituir um processo de verificação, a posteriori, da eficácia das medidas adotadas, designadamente, através da monitorização dos efeitos dos projetos avaliados
- Garantir a participação pública e a consulta dos interessados na formação de decisões que lhes digam respeito, privilegiando o diálogo e o consenso no desempenho da função administrativa.

A AIA tem-se revelado um instrumento eficaz para a ponderação dos impactos ambientais numa fase preliminar do processo de decisão, além de um instrumento que permite, através da pós-avaliação, conhecer os impactes reais dos projetos. Desta forma, a AIA é um contributo para a promoção da sustentabilidade, através da melhoria da conceção dos projetos (exercício de análise de alternativas e de soluções de prevenção, minimização e compensação dos impactes) .